# 北海道道130号新千歳空港線
北海道道130号新千歳空港線（ほっかいどうどう130ごう しんちとせくうこうせん）は、北海道千歳市と苫小牧市を結ぶ主要地方道（北海道道）である。

## 概要

### 路線データ
- 起点：北海道千歳市平和（新千歳空港）
- 終点：北海道苫小牧市字美沢（国道36号・北海道道129号静川美沢線交点）
- 総延長：5.138 km
- 実延長：5.109 km
- 重用延長：0.029 km

### 道路管理者
- 空知総合振興局 札幌建設管理部 千歳出張所
- 胆振総合振興局 室蘭建設管理部 苫小牧出張所

## 歴史
- 1990年（平成2年）10月24日 - 一般道道1090号として路線認定[1]。
- 1993年（平成5年）5月11日 - 建設省（現・国土交通省）から、一般道道新千歳空港線が新千歳空港線として主要地方道に指定される[2]。
- 1994年（平成6年）10月1日 - 北海道が主要道道に指定認定、これを機に路線番号を130号に変更[3]。

## 道路状況

### 重複区間
- 北海道道1091号泉沢新千歳空港線（千歳市平和 - 苫小牧市字美沢）

## 地理

### 通過する自治体
- 石狩振興局
  - 千歳市
- 胆振総合振興局
  - 苫小牧市

### 交差する道路
苫小牧市
- 北海道道1091号泉沢新千歳空港線 - 字美沢
- 国道36号 - 字美沢（終点）
- 北海道道129号静川美沢線